# Двоструки живот
Двоструки живот (шп. Dos hogares) мексичка је теленовела, продукцијске куће Телевиса, снимана 2011.
У Србији је приказивана током 2011. и 2012. на телевизији Пинк.

## Синопсис
Анхелика Естрада је вредна девојка која заједно са својом мајком ради у ветеринарској амбуланти и помаже напуштеним животињама. Након дуге везе, Анхелика се удаје за Сантјага Баљестероса, младог и успешног архитекту, у којег се заљубила на први поглед. Они су одлучили да наставе своју љубавну везу упркос противљењу Сантијагове мајке Патрисије, која сматра да је Анхелика безвредна и недовољно добра за њеног сина.
Након неког времена, Сантијаго доживи несрећу и нестаје, а убрзо и званично бива проглашен мртвим. Након две године жалости, Анхелика проналази љубав у Рикарду Валтијери, богатом и атрактивном мушкарцу старијих година, који је у вези са Патрисијом. Међутим, он одлучује да оконча ту романсу и започне нову са Анхеликом, чиме само још више подгрева мржњу и презир коју Патрисија осећа према Анхелики.
Након неког времена Анхелика и Рикардо се венчају, али живот им доноси велико изненађење: Сантијаго се поново појављује и покушава да поврати свој живот и поново придобије Анхеликино срце. Анхелика се сада суочава с великом дилемом: с обзиром да Сантијаго није мртав, удата је за два мушкарца, од којих обојицу воли и треба поред себе. Ова ситуација у њен живот доноси драму, због које бива присиљена да живи у два дома.
У исто време, причу допуњује човек с контрадикторним вредностима - Кристобал Лагос, који је, са једне стране, у Мексику предани супруг и отац, а са друге, у Керетару, има још једну супругу и двоје деце. Осим тога, у Сан Антонију у Тексасу познат је по имену Крис Лејкс, и тамо је успешан пословни човек који се заљубљује у младу и фасцинантну жену. Међутим, он је заправо муљатор који разара породице крађом њиховог богатства.
У овој интригантној причи постоји још један лик од већег значаја - Армандо Гарза, огорчен мушкарац зависан од секса, који ради у великој фирми, а унутар врхунског предузећа он је ноћна мора свих запослених.
Ове и многе друге приче преплићу се око Сантјага и Рикарда, два мушкарца који се боре за љубав жене која их обојицу воли, и Анхелике, која проклиње живот који је присиљава да донесе одлуку са којом никада није желела да се суочи, а која ју је присилила да живи двоструки живот.

## Глумачка постава

### Главне улоге
| Глумац:      | Улога:                     |
| ------------ | -------------------------- |
| Анаи         | Анхелика Естрада           |
| Карлос Понсе | Сантијаго Баљестерос Хесус |
| Серхио Гојри | Рикардо Валтијера          |

### Споредне улоге
| Глумац:                    | Улога:                                      |
| -------------------------- | ------------------------------------------- |
| Алфредо Адаме              | Армандо Гарса Замудио                       |
| Лаура Леон                 | Рефухио Урбина де Лагос                     |
| Хорхе Ортиз де Пињедо      | Кристобал Лагос Крис Лејкс Леополдо Гарсија |
| Џоана Бенедек              | Јоланда Ривапаласио                         |
| Оливиа Колинс              | Патрисија Ортиз Баљестерос                  |
| Маја Мишалска              | Памела Рамос                                |
| Клаудија Алварез           | Адела                                       |
| Виктор Норијега            | Дарио Калменарас                            |
| Карлос Бонавидес           | Елејзер Перез                               |
| Мигел Палмер               | Ернан Колменарес                            |
| Малиљани Марин             | Џенифер Гарса                               |
| Габријела Голдсмит         | Вероника де Гарса                           |
| Ана Бекоа                  | Дијана Дијаз                                |
| Силвија Манрикез           | Ампаро Мехија Естрада                       |
| Абрахам Рамос              | Клаудио Баљестерос                          |
| Марибел Фернандез          | Кета                                        |
| Марисол Сантакруз          | Мара де Лагос                               |
| Лало „Ел Мимо“             | Гаспар Ринкон                               |
| Руди Касанова              | Дон фидел                                   |
| Габријела Кариљо           | Кристина Лагос Урбина                       |
| Хосе Карлос Фемат          | Хорхе Естрада                               |
| Ерика Гарсија              | Флор                                        |
| Пабло Магаљанес            | Оскар Лагос Урбина                          |
| Хосе Луис Кордеро „Поћоло“ | Марио                                       |
| Елизабет Валдез            | Беатриз Норијега                            |
| Артуро Васкез              | Хулијан Мартинез                            |
| Роберто Тело               | Родолфо                                     |
| Маркус Орнелас             | Маурисио                                    |
| Добрина Кристева           | Софија                                      |
| Арчи Ланфранко             | Сервандо                                    |
| Ема Ескаланте              | Карина                                      |
| Марко Уријел               | Балдомеро Лопез                             |